# Ованнисян, Вардан
Вардан Ованнисян (Вартан Ованесян, перс. وارطان هوانسیان‎, арм. Վարդան Հովհաննիսյան, англ. Vartan Hovanessian; 1895, Тебриз, Иран — 1982, Тегеран, Иран) — иранский архитектор. Пионер модернизма и современной архитектуры в Иране. 

## Биография
Родился в городе Тебриз в 1895 году. Там же посещал начальную и среднюю школу. Затем он переехал в Тегеран, где работал в качестве учителя, преподавая в армянских школах в 1918 году.
После, Ованнисян решил поехать в Париж, чтобы изучать искусство, что заняло у него 4 года. Затем он стал профессором университета, преподавал урбанизацию. Спустя 17 лет, он решил вернуться в Иран в 1935 году.
Ованнисян был эффективным членом «Франко-иранского общества» в Париже и членом общества иранских дипломированных архитекторов; он также опубликовал много статей по искусству и архитектуре. 